# Кафка, Маргит
Ма́ргит Ка́фка (венг. Kaffka Margit; 10 июня 1880, Надькарой — 1 декабря 1918, Будапешт) — венгерская писательница и поэтесса.

## Биография
Маргит Кафка родилась 2 июня 1880 года в Надькарой (сейчас Карей, Румыния). Её отец был прокурором, но рано умер, поэтому семья жила в нищете. Она училась в монастырской школе в Сатмаре; по возвращении она год преподавала в Мишкольце. Позже она училась в Будапеште, получив диплом учителя в женской школе. Она вернулась в Мишкольц, где преподавала литературу и экономику в частной женской школе. В этот период были написаны её первые произведения, поэмы и романы и она стала постоянно сотрудничать с журналом Nyugat («Запад»), наиболее важным периодическим изданием эпохи.
Она вышла замуж 17 февраля 1905 года за Брюно Фрёлиха, лесного инженера. В 1907 году её муж стал работать в Министерстве сельского хозяйства, и Кафка уехала из Мишкольца. Их брак закончился разводом спустя несколько лет. В 1910—1915 годах она работала учителем в Будапеште. В это время она выходит замуж во второй раз 18 августа 1914 года за младшего брата Белы Балажа Эрвина Бауэра. В начале первой мировой войны она оставляет работу учителем и полностью посвящает себя литературе.
После войны она умерла вместе со своим младшим сыном от испанского гриппа.

## Творчество
В 1912 выходит её первый и самый известный роман «Цвета и годы»(«Színek és Évek», 1912), рассказывающий о судьбе обедневшего дворянства и современных женщин. Основной проблемой главной героини становится то, что жизнь ограничивает возможные альтернативы браку, а он определяет социальную роль женщины. Ей приходится столкнуться с этим после самоубийства своего первого мужа; затем она выходит замуж во второй раз с циничным расчётом обеспечить себе положение в обществе. «Её трагедия, если она здесь вообще присутствует, совсем не зрелищна; она становится бездействующей женщиной в бездействующем мире. (…) Кафка смогла очертить широкий круг проблем женщин; это все тот же распадающийся мир провинциального дворянства, один из основных вопросов современных романов, но в этом мире еще никто до неё не рассматривал проблемы женщин; никто не обращал внимания, что изменяющееся социальное положение дворянства создало новую ситуацию для женщин и что женщины были еще меньше мужчин готовы справляться с проблемами в своем новом положении и возможностях».
В следующем романе «Годы Марии» («A Mária évei», 1913) появляется новый тип героини, которая учится, работает и становится независимой, но это не приносит ей счастья. Кафка вновь не находит выхода для женщины в своём романе: Мария не может укорениться в современной жизни, тогда как Магда, героиня предыдущего романа, теряет связь с традиционной ролью женщины в обществе.
Последний, написанный незадолго до смерти и уступающий по известности только её дебюту роман «Муравейник» («Hangyaboly», 1917) основан на воспоминаниях о годах, проведённых в школе у сестёр милосердия. «В описании душной атмосферы этого спрятанного и закрытого мира Кафка с прозрачным символизмом подытоживает свои взгляды на позицию женщины в обществе. Её ученицы такие же изгнанницы, как и взрослые героини, и беспощадная борьба за власть среди монахинь, репрессивные ограничения и аллюзии на сексуальные отклонения делают роман не только антиклерикальным, но и пессимистичным. Стилистически это её лучший роман(…). Очевидно, что она была в начале очередного этапа художественного развития, полной реализации которого помешала её смерть»

## Основные произведения
- Versek (1903)
- Levelek a zárdából (роман в форме дневника, 1904)
- A gondolkodók és egyéb elbeszélések (рассказы, 1906)
- Csendes válságok (рассказы, 1909)
- Képzelet-királyfiak (повесть, 1909)
- Csendes válságok (narratives, 1910)
- Csonka regény és novellák (рассказы, 1911)
- Tallózó évek (стихи, 1911)
- Utolszor a lyrán (стихи, 1912)
- Süppedő talajon (рассказы, 1912)
- «Цвета и годы»/Színek és évek (роман, 1912)
- «Годы Марии»/Mária évei (роман, 1913)
- Szent Ildefonso bálja (рассказы, 1914)
- Két nyár (роман, 1916)
- «Станции» /Állomások (роман, 1917)
- «Муравейник»/Hangyaboly (роман, 1917)
- Kis emberek barátocskáim (собрание ранних работ, 1918)
- Az élet útján (стихи, 1918)
- A révnél (рассказы, 1918)

## Дополнительные материалы
- Сост. и пер. с венг. М.Цесарской. «Те: Страницы одного журнала. In memoriam Nyugat. 1908–1919. Стихи. Публицистика». — переводы Маргит Кафки на русский. Дата обращения: 23 сентября 2010. Архивировано 26 мая 2012 года.
- Kaffka Margit. Csendes válságok (венг.). Дата обращения: 23 сентября 2010. Архивировано 26 мая 2012 года.
- Kaffka Margit. Színek és évek (венг.). Дата обращения: 23 сентября 2010. Архивировано 26 мая 2012 года.
- Kaffka Margit. Hangyaboly (венг.). Дата обращения: 23 сентября 2010. Архивировано 26 мая 2012 года.
- Radnóti M. Kaffka Margit művészi fejlődése(Szeged, 1934).
- Magyar életrajzi lexikon (Akadémiai Kiadó, Budapest, 1967)
- Kárpáti Béla: Miskolci irodalom, irodalom Miskolcon (Miskolc, 1989 ISBN 963-02-7150-8)
- A magyar irodalom története 1905—1919 (Budapest, 1965. ISBN 963-05-3592-0)